# Chełmski Park Krajobrazowy
Chełmski Park Krajobrazowy powstał w 1983 roku, położony w województwie lubelskim, w powiecie chełmskim.

## Powierzchnia
Chełmski Park Krajobrazowy zajmuje powierzchnię 16 457 ha, a powierzchnia jego otuliny wynosi 10 878 ha. Początkowo był mniejszy – zajmował 14 350 ha, a jego otulina 9528 ha.

## Położenie
ChPK położony jest w powiecie chełmskim na terenie gmin: Chełm, Dorohusk, Sawin, Ruda-Huta i Kamień.

## Cel utworzenia
Celem utworzenia parku była ochrona cennych ekosystemów leśnych i torfowych obfitujących w rzadkie i chronione gatunki roślin i zwierząt. Specyficzne cechy szaty roślinnej uwarunkowane są obfitością węglanu wapnia w podłożu.
W zasięgu parku znajdują się cenne, nieznacznie przekształcone kompleksy leśne z dużym bogactwem biotypów (siedliska borowe, grądowe i łęgowe ze znaczną liczbą roślin rzadkich). Okolice Chełma są miejscem występowania unikatowych w skali kraju torfowisk węglanowych, z dominującym szuwarem kłoci wiechowatej. Na obrzeżach kłociowisk występują zbiorowiska rzadkich gatunków turzyc. Z innych rzadkich roślin należy wymienić następujące: miłek wiosenny, wisienka stepowa, dziewięćsił bezłodygowy, goryczka krzyżowa, storczyk kukawka i aster gawędka.

## Fauna i flora
W parku i jego sąsiedztwie rosną 53 gatunki będące pod ochroną ścisłą i 13 pod ochroną częściową. Niektóre rosną (zwłaszcza na torfowiskach) w populacjach liczących tysiące osobników. Są to m.in.: kosaciec syberyjski, storczyk krwisty, zawilec wielkokwiatowy i goździk pyszny.
Szczególne zróżnicowanie siedliskowe warunkuje niezwykłe bogactwo faunistyczne parku. Stwierdzono tutaj gniazdowanie 152 gatunków ptaków m.in.: czarnych bocianów, żurawi, orlików krzykliwych, wodniczki (jeden z najbardziej zagrożonych wyginięciem ptaków europejskich), sowy błotnej, dubelta, kulika wielkiego i in. W okolicach Stanisławowa, na torfowiskach i w obszarach leśnictwa Sawin występuje żółw błotny. Niezwykle bogata jest też fauna bezkręgowców. Żyje tu ponad 800 gatunków motyli (38% żyjących w Polsce). Dotychczas kilkunastu z nich poza okolicami Chełma w Polsce nie zaobserwowano. Wiele znalazło się na Czerwonej Liście Zwierząt Ginących i Zagrożonych w Polsce.

## Rezerwaty przyrody
Na terenie parku utworzono cztery rezerwaty przyrody: leśny – „Bachus” (rok powstania 1958) i torfowiskowe – „Brzeźno” (1973), „Bagno Serebryskie” (1991) i „Roskosz” (1990) o łącznej powierzchni ponad 1099 ha. Na terenie otuliny parku znajduje się leśny rezerwat „Serniawy” (1965).
Na trasie ścieżek turystycznych wyznaczonych w rezerwatach „Bagno Serebryskie” i „Brzeźno” ustawiono dwie wieże obserwacyjne. W Brzeźnie powstał też ośrodek dydaktyczno-muzealny Zarządu Chełmskich Parków Krajobrazowych.
W parku oraz jego sąsiedztwie za pomniki przyrody uznano 53 obiekty.